# NWA World Heavyweight Championship
El NWA World Heavyweight Championship (Campeonato Mundial Peso Pesado de la NWA en español) es el campeonato mundial de máxima importancia dentro de la empresa de lucha libre profesional National Wrestling Alliance (NWA). Aunque formalmente se estableció en 1948, su linaje se remonta tradicionalmente al primer World Heavyweight Wrestling Championship, que remonta su linaje al título otorgado por primera vez a Georg Hackenschmidt en 1905. Esto efectivamente lo convierte en el campeonato de lucha libre más antiguo del mundo. El campeón actual es Thom Latimer, quien se encuentra en su primer reinado.
El título comenzó como el campeonato mundial de un órgano rector y se ha defendido en múltiples promociones importantes en todo el mundo, incluyendo a la World Wide Wrestling Federation (WWWF, ahora WWE), New Japan Pro-Wrestling (NJPW), World Championship Wrestling (WCW), la Eastern Championship Wrestling (ECW, más tarde Extreme Championship Wrestling), Ring of Honor (ROH), y la Total Nonstop Action Wrestling (TNA, ahora Impact Wrestling).
En octubre de 2017, la NWA dejó de ser un órgano rector y gradualmente se convirtió en una promoción individual de lucha libre profesional con este campeonato como su título principal. Ric Flair tiene el récord de más reinados con diez.

## Historia

### Inicios (1948-1960)

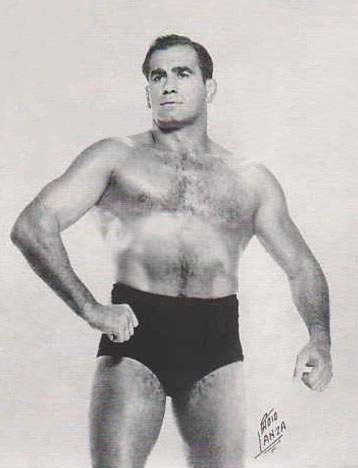
Lou Thesz es un tres veces Campeón Peso Pesado de la NWA con los reinados combinados más largos.

Con muchas promociones territoriales apareciendo en los Estados Unidos, la NWA se formó en 1948 como un órgano rector general de la lucha libre profesional. Al igual que las franquicias, estos territorios tenían la opción de ser miembros de la NWA. Los propietarios de las promociones tuvieron que reconocer a los campeones Mundial Peso Pesado, Peso Pesado Junior y  Peso Semicompleto de la NWA como campeones del mundo, mientras conservaban su propiedad y a sus campeones principales. Cada año, el campeón Mundial Peso Pesado de la NWA viajaría a diferentes territorios para defender el campeonato frente al principal contendiente o campeón de dicho territorio. El objetivo del campeón mundial era hacer que el contendiente principal se viera bien y aun así mantener el título. La junta directiva de la NWA, compuesta principalmente por propietarios de territorios, decidió cuando el título cambiaría de manos mediante una votación. A fines de la década de 1950, sin embargo, el sistema comenzó a descomponerse. Como Lou Thesz continuó teniendo el título, otros luchadores populares como Verne Gagne se sintieron frustrados por la falta de cambio. También hubo disputas sobre el número de apariciones que el campeón haría en diferentes regiones.
El 14 de junio de 1957 en Chicago, Thesz defendió el campeonato mundial contra el luchador canadiense Édouard Carpentier en un 2-out-of-3 Falls Match. Thesz y Carpentier se dividen las dos primeras caídas. En la tercera caída, Thesz fue descalificado por el árbitro Ed Whalen que levantó la mano de Carpentier en señal de victoria. La NWA más tarde anuló el cambio de título basado en la descalificación. Thesz derrotó a Carpentier por descalificación en una revancha en Montreal el 24 de julio. Se había planeado que la NWA presentara a Thesz y Carpentier como campeones rivales en diferentes ciudades siguiendo un patrón similar a las exitosas disputas titulares entre Thesz y Leo Nomellini. Carpentier también podría hacer apariciones en los Estados Unidos como campeón mientras Thesz estaba en una gira por el extranjero. Sin embargo, como resultado de varias disputas dentro de la NWA, el gerente de Carpentier, el promotor de lucha libre Eddie Quinn, abandonó la organización en agosto y por tanto, Carpentier dejó de estar disponible para la NWA. La organización se ocupó de la situación al anunciar 71 días después de la victoria de Carpentier en Chicago que no reconocía la victoria de Carpentier y nunca la había reconocido. Quinn comenzó a promocionar a Carpentier como el verdadero campeón mundial de la NWA basado en el combate con Thesz. En 1958, Quinn comenzó a promocionar a Carpentier a los promotores interesados en dejar la NWA. Una victoria sobre Carpentier podría darle a un campeón local un derecho creíble por el campeonato mundial de lucha libre.
Verne Gagne, quien había tratado de convertirse en Campeón Mundial Peso Pesado de la NWA por un tiempo, derrotó a Carpentier en Omaha, Nebraska el 9 de agosto de 1958. Esto fue reconocido como un cambio de título por las promociones afiliadas a la NWA que luego evolucionarían en la American Wrestling Association (AWA) en 1960. Esta versión disputada del Campeonato Mundial Peso Pesado de la NWA más tarde se conocería como el Campeonato Mundial Peso Pesado (Versión Omaha). El título se unificó con el Campeonato Mundial Peso Pesado de la AWA el 7 de septiembre de 1963. El título de la AWA continuó existiendo hasta que la AWA dejó de operar en 1991.
La filial de la NWA en Boston conocida como Atlantic Athletic Commission arregló un combate entre Killer Kowalski y Carpentier en 1958. La victoria de Kowalski creó lo que luego se conoció como el ACC World Heavyweight Championship y más tarde el Big Time Wrestling (Boston) World Championship, que estuvo activo hasta 1975, reformándose a principios de la década de 2000.
La NAWA/WWA en Los Ángeles reconoció a Carpentier como el campeón de la NWA en julio de 1959 como parte de una separación gradual de la NWA. El 12 de junio de 1961, Carpentier perdió una lucha con Freddie Blassie que creó la base para el WWA World Heavyweight Championship (Versión Los Ángeles). El título dejó de existir cuando la WWA regresó a la NWA el 1 de octubre de 1968.

### Capitol Wrestling Corporation/World Wide Wrestling Federation (1960-1963)

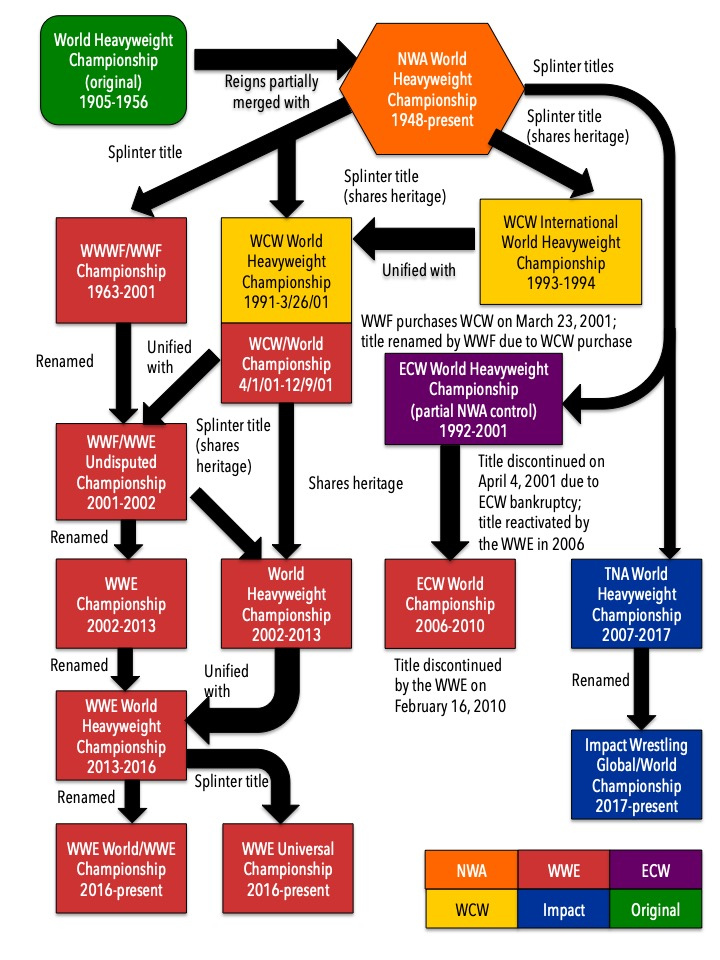
Diagrama -en inglés- que muestra la evolución del Campeonato Mundial Peso Pesado de la NWA en otros Campeonatos Mundiales.

La World Wide Wrestling Federation (WWWF), que más tarde se convirtió en la actual WWE, fue la principal promoción de lucha libre en el noreste de los Estados Unidos a principios de la década de 1960. La Capitol Wrestling Corporation de Vincent J. McMahon, precursora de la WWWF, se separó de la NWA por una variedad de razones, incluida la selección del Campeón Mundial Peso Pesado de la NWA y el número de fechas luchadas por el campeón en la promoción. Ostensiblemente, la disputa fue sobre el "Nature Boy" Buddy Rogers perdiendo el Campeonato Mundial Peso Pesado de la NWA con Lou Thesz en una caída en lugar de una a mejor de tres —el formato en el cual los combates por el campeonato fueron tradicionalmente decididos en ese momento. Los ejecutivos de Capitol Wrestling Corporation tenían el control mayoritario de la NWA mientras se encontraban en la junta directiva de la NWA en ese momento. Después del triunfo de Lou Thesz, Capitol Wrestling Corporation se separó de la NWA y se convirtió en la World Wide Wrestling Federation. "Nature Boy" Buddy Rogers fue reconocido como el primer Campeón Mundial Peso Pesado de la WWWF.

### Jim Crockett Promotions/World Championship Wrestling (1981-1993)
Cuando Ric Flair ganó el título mundial de la NWA en 1981, viajó a otros territorios de la NWA defendiendo el campeonato. Él perdería el título y lo recuperaría, como así lo decidiera la junta directiva de la NWA. En más de una ocasión, Flair perdió y recuperó el cinturón sin la sanción oficial de la NWA. En la mayoría de los casos (como el caso de Jack Veneno), estos cambios de título se ignoraron. Sin embargo, a partir de 1998, la NWA reconoció los cambios titulares entre Flair y Harley Race que se habían producido en marzo de 1984 en Nueva Zelanda y Singapur.
A medida que la década de 1980 llegaba a su fin, Jim Crockett Promotions (el principal territorio de la NWA) hizo un intento fallido de convertirse en una empresa nacional y casi se declaró en bancarrota en un intento de competir con la WWF. Turner Broadcasting compró la compañía porque era un programa con alta audiencia en la estación de cable WTBS. Completando el negocio en noviembre de 1988, Turner comenzó a transformar la compañía en la World Championship Wrestling (WCW). La WCW se quedó en el NWA, pero Turner lentamente eliminó gradualmente el nombre de la NWA. La organización de la NWA existía solo en papel en ese momento; en la televisión se describió que el Campeonato Mundial Peso Pesado de la NWA simplemente se convirtió en el Campeonato Mundial Peso Pesado de la WCW a fines de 1990.
Debido a una disputa con el Vicepresidente Ejecutivo de la WCW, Jim Herd, Flair fue despedido de la WCW el 1 de julio de 1991, mientras aún era reconocido como el campeón Mundial Peso Pesado de la NWA. Flair se llevó el cinturón de la NWA consigo, porque la WCW y Herd no le habían devuelto el bono de $25,000 que Flair había pagado por el cinturón. Se celebró un combate por el vacante Campeonato Mundial Peso Pesado de la WCW  dentro de dos semanas de la salida de Flair, pero no se hizo mención del título de la NWA. Flair fue despojado del Campeonato Peso Pesado de la NWA por la junta directiva de la NWA poco después de que firmó con la WWF en septiembre de 1991; una junta tuvo que ser reconstituida, ya que la mayoría de los miembros habían quebrado o habían sido comprados por JCP/WCW. Flair exhibió el "Big Gold Belt" en la programación televisiva de WWF, llamándose a sí mismo como el "Verdadero Campeón Mundial Peso Pesado". Después de ganar el Campeonato de la WWF, se abandonó el ángulo del "Verdadero Campeón Mundial Peso Pesado". La WCW, que posteriormente presentó una demanda contra la WWF para evitar que usen el "Big Gold Belt" en televisión, finalmente abandonó la acción. El cinturón fue devuelto a la WCW.

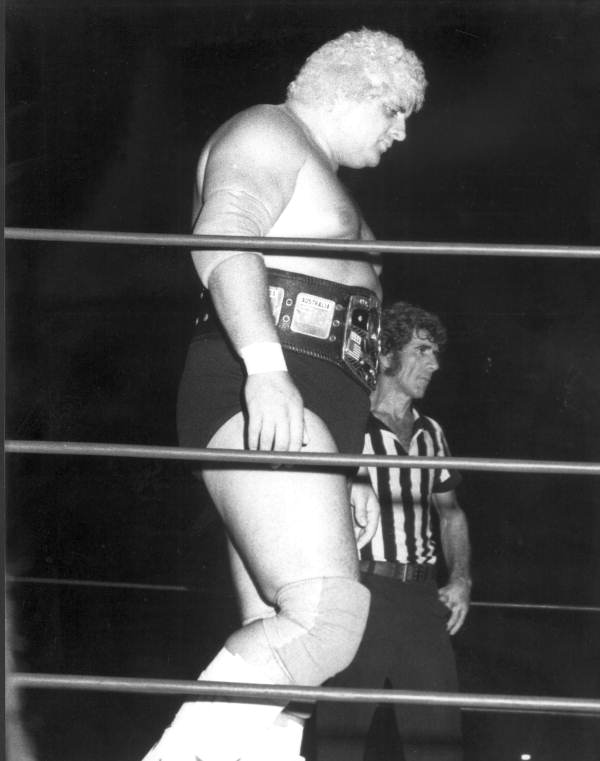
Dusty Rhodes es un tres veces Campeón Mundial Peso Pesado de la NWA.

Durante la salida de Flair de la WCW, la compañía había hecho un nuevo cinturón que representó el Campeonato Mundial de la WCW. Luego de un año, la junta directiva de la NWA autorizó a la WCW y New Japan Pro-Wrestling a celebrar un torneo para decidir un nuevo Campeón Mundial de la NWA usando el "Big Gold Belt", ahora propiedad de la WCW. La compañía de Turner todavía mantenía su Campeonato Mundial de la WCW, por lo que había dos títulos Mundiales Peso Pesado presentes en la misma promoción. El torneo fue ganado por el luchador japonés Masahiro Chono. De 1992 a 1993, el cinturón de la NWA fue defendido en Japón y en la programación televisiva de la WCW. Flair regresó a la WCW y recuperó el campeonato de Barry Windham en julio de 1993; Ese mismo año, la WCW reconoció los cambios de título de la NWA entre Ric Flair y Tatsumi Fujinami en 1991. Las disputas entre la gerencia de la WCW y la junta directiva de la NWA llegaron al punto de quiebre en el verano de 1993 sobre una variedad de cuestiones, una de las cuales fue una storyline de WCW de realizar un cambio de título a favor de Rick Rude.
El 1 de septiembre de 1993, la WCW retiró su membresía de la NWA, pero se quedó con el título del cual eran dueños. Una batalla judicial decidió que la WCW no podía continuar usando las letras "NWA" para describir o promocionar su campeonato, pero sí tenía derecho al cinturón físico del campeonato y su linaje histórico mediante un acuerdo de buena voluntad entre las juntas directivas anteriores y la WCW (y su encarnación anterior Jim Crockett Promotions). Según este fallo, el cinturón del título dejó de reconocerse como el Campeonato Mundial Peso Pesado de la NWA, pero continuó siendo considerado como el Campeonato Mundial Peso Pesado por la WCW. Poco después, el "Big Gold Belt" fue defendido sin ninguna afiliación con la compañía, incluso siendo conocido como simplemente como el Big Gold Belt por un corto tiempo, hasta que se conoció como el Campeonato Mundial Peso Pesado Internacional de la WCW. Este título fue reconocido como el campeonato de una entidad ficticia conocida como "WCW International", que sirvió como reemplazo de la junta directiva de la NWA, hasta que el título se unificó con el título principal de la WCW.
A pesar de perder a la WCW como su programa principal, la NWA obtuvo nuevos miembros y se mantuvo como una entidad legal. Después de casi un año, la organización programó un torneo para coronar a un nuevo campeón y trajo de vuelta el cinturón "10 Pounds of Gold" de la década de 1970 hasta principios de la década de 1980 para representar a este nuevo campeón.

### Eastern Championship Wrestling (1993-1994)
Después de que la WCW se retiró de la NWA, su territorio Eastern Championship Wrestling (ECW) se convirtió en el show de lucha libre más televisado que todavía existía dentro de la NWA. La NWA decidió celebrar un torneo por el vacante Campeonato Mundial Peso Pesado de la NWA a través de la ECW en el ECW Arena en agosto de 1994, que ganó el Campeón Peso Pesado de la ECW Shane Douglas. Después de la lucha, Douglas tiró el cinturón del Campeonato Mundial Peso Pesado de la NWA al suelo y levantó el cinturón del Campeonato Peso Pesado de la ECW, proclamándose Campeón Mundial Peso Pesado de la ECW. Casi inmediatamente después, ECW se retiró de la NWA y se convirtió en la Extreme Championship Wrestling.

### Smoky Mountain Wrestling y United States Wrestling Association (1994-1995)
A pesar del golpe de la ECW a la organización, la NWA celebró otro torneo en noviembre de 1994; en Cherry Hill, Nueva Jersey, organizado por el promotor Dennis Coralluzzo y Smoky Mountain Wrestling. Este torneo fue ganado por Chris Candido y el título pronto fue reconocido y defendido en promociones independientes como Smoky Mountain Wrestling y la United States Wrestling Association. Candido retuvo el título durante unos meses, pero perdió el campeonato frente a Dan Severn, de la Ultimate Fighting Championship (UFC), en febrero de 1995. Severn mantuvo el cinturón de forma continua durante cuatro años, pero solo realizó defensas esporádicas debido a sus compromisos con la UFC. Aunque Severn había intentado seguir la ruta del "campeón viajero" de los excampeones Thesz, Dory Funk, Jr., Harley Race y Terry Funk, el nivel de competencia era relativamente menor debido a la falta de fuertes territorios.

### World Wrestling Federation (1998)
En 1998, Dan Severn se convirtió en parte de la facción NWA de Jim Cornette en la WWF. Tratando de volver a ser el centro de atención nacional, la NWA hizo un trato con Vincent K. McMahon para aparecer en la programación televisiva de la WWF. Parte de la facción NWA de Cornette fue el campeón Norteamericano Peso Pesado de la NWA Jeff Jarrett, que ganó el título vacante al derrotar a Barry Windham en Monday Night Raw. El acuerdo de la NWA con la WWF nunca logró su propósito previsto y McMahon lo terminó. El cinturón de la NWA volvió a ser defendido en el circuito independiente y en los territorios de la NWA restantes.

### Circuito independiente (1999-2002)
En 1999, Severn perdió el título ante el ex yudoca olímpico Naoya Ogawa, y la órbita del título se volvió un poco más competitiva. Sin embargo, los campeones seguían siendo luchadores independientes, sin importar si eran de América del Norte (Severn, Mike Rapada, Sabu), Asia (Ogawa, Shinya Hashimoto) o Europa (Gary Steele). La situación continuó hasta principios de 2002, cuando Severn pudo recuperar el título de Hashimoto en Japón, aunque con controversia.

### Total Nonstop Action Wrestling (2002-2007)

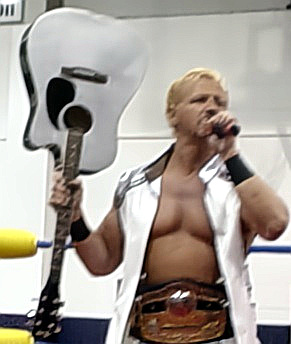
El cofundador de TNA Jeff Jarrett fue un seis veces campeón.

En 2002, Jeff y Jerry Jarrett formaron la NWA: Total Nonstop Action (NWA: TNA; ahora conocida como Impact Wrestling). Los Jarretts llegaron a un acuerdo de licencia con la NWA y afiliaron a su promoción con los Campeonatos Mundial Peso Pesado y en Parejas de la NWA. Mientras trabajaban un acuerdo de televisión por cable, los Jarrett pusieron a la NWA:TNA en pagos por eventos semanales. El campeón Mundial Peso Pesado de la NWA en ese momento, Dan Severn, no pudo aparecer en el evento inaugural de TNA, y fue despojado del título. Ken Shamrock fue declarado el nuevo Campeón Mundial Peso Pesado de la NWA después de ganar un Battle Royal. En 2004, NWA: TNA se retiró de la NWA, pero retuvo los derechos para utilizar los Campeonatos Mundial Peso Pesado y en Parejas de la NWA en sus shows, mientras se obligó a cumplir con las decisiones de la junta directiva de la NWA. El acuerdo finalizó el 13 de mayo de 2007 con TNA creando sus propios campeonatos.

### Regreso al circuito independiente (2007-2017)

#### Torneo "Reclaiming the Glory" (2007)
El 22 de mayo de 2007, la NWA anunció un torneo, titulado Reclaiming the Glory (Reclamando la Gloria, en español), para ganar el título vacante después del final de la relación de la NWA con TNA Wrestling. Dieciséis hombres compitieron por el campeonato, con Adam Pearce finalmente ganando el título al derrotar a Brent Albright el 1 de septiembre de 2007 en Bayamón, Puerto Rico. Pearce fue activo en la defensa del campeonato pero sufrió los mismos problemas que habían plagado a la "nueva" NWA en el pasado. La falta de promociones estables dentro de la NWA hizo difícil tener un "campeón itinerante", por lo que la mayoría de las defensas de Pearce tuvieron lugar en la promoción de la NWA propiedad de David Márquez y John Rivera.

#### Ring of Honor (2008)

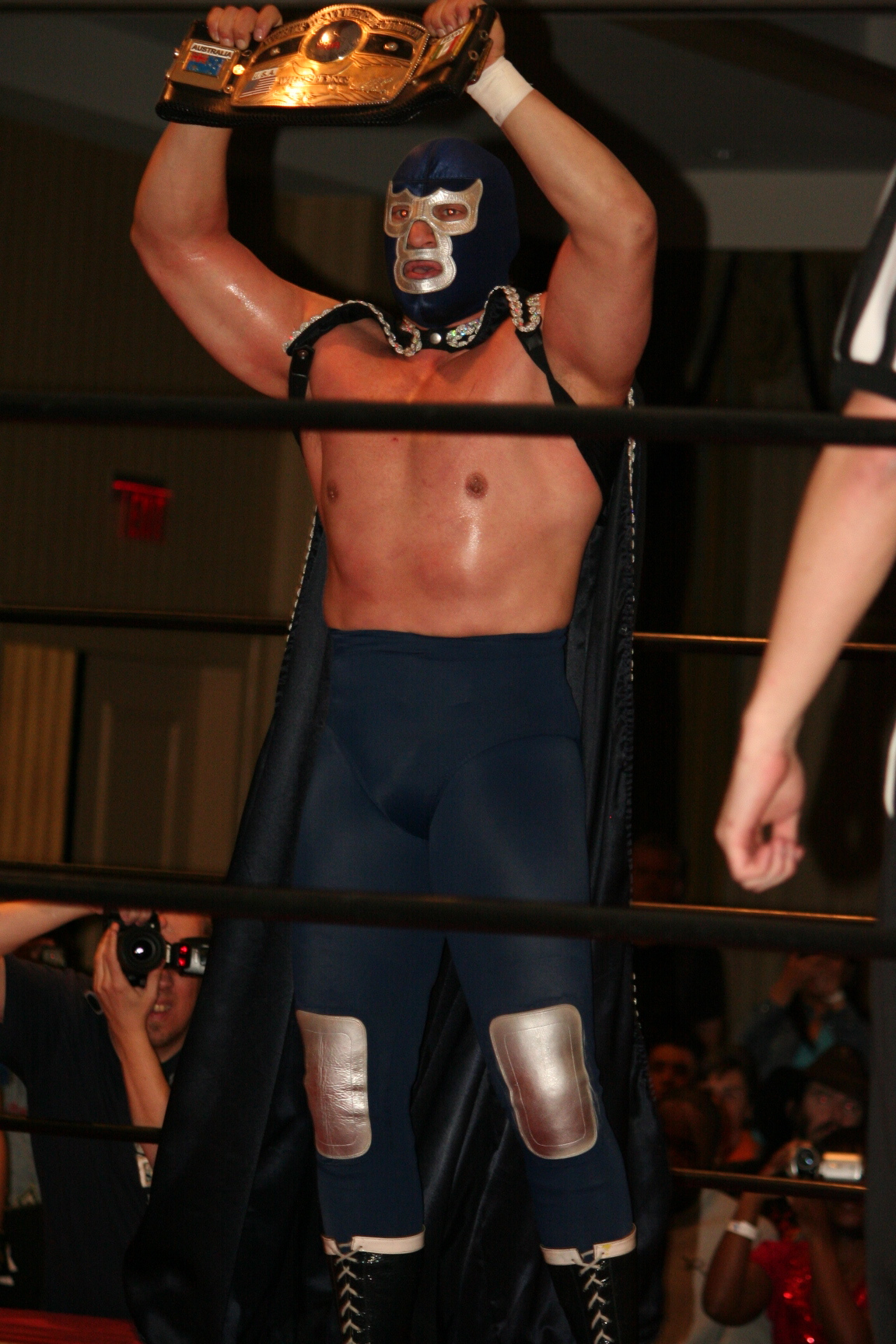
Blue Demon Jr., el primer campeón mexicano del título, con el cinturón del campeonato.

El 7 de junio de 2008, en un evento pago por visión de Ring of Honor (ROH), Pearce reveló el Campeonato Mundial Peso Pesado de la NWA al final de su lucha, siendo oficialmente reconocido en ROH. Tras el evento, se anunció que el 27 de junio, el Campeón Mundial de ROH, Nigel McGuinness se enfrentaría al Campeón Mundial Peso Pesado de la NWA, Pearce título por título en Battle For Supremacy en Dayton, Ohio. El combate terminó en descalificación cuando se impuso la regla de la NWA de tirar a un oponente por encima de la cuerda superior, por lo tanto, ambos luchadores conservaron sus respectivos títulos, haciendo que la multitud en Dayton cantara "Dusty Finish".
Brent Albright derrotó a Pearce en Nueva York en el evento de ROH Death Before Dishonor VI el 2 de agosto de 2008 para ganar el Campeonato Mundial Peso Pesado de la NWA. Luego, el 20 de septiembre de 2008, Pearce comenzó su segundo reinado como campeón al derrotar a Albright en el evento Glory By Honor VII en Filadelfia, Pensilvania. Perdió el título un mes después ante Blue Demon Jr. en Ciudad de México.

#### Pearce y Cabana (2010-2012)
El 14 de marzo de 2010, Pearce puso fin al reinado de 505 días de Blue Demon Jr. como campeón emergiendo victorioso sobre él y Phill Shatter en un combate en Charlotte, Carolina del Norte. Pearce retuvo el título durante casi un año completo antes de que Colt Cabana lo derrotara en una grabación del programa Championship Wrestling From Hollywood el 6 de marzo de 2011. Cabana mantuvo el título durante cuarenta y ocho días hasta que The Sheik lo derrotó en Jacksonville, Florida en un evento de NWA Pro Wrestling Fusion.

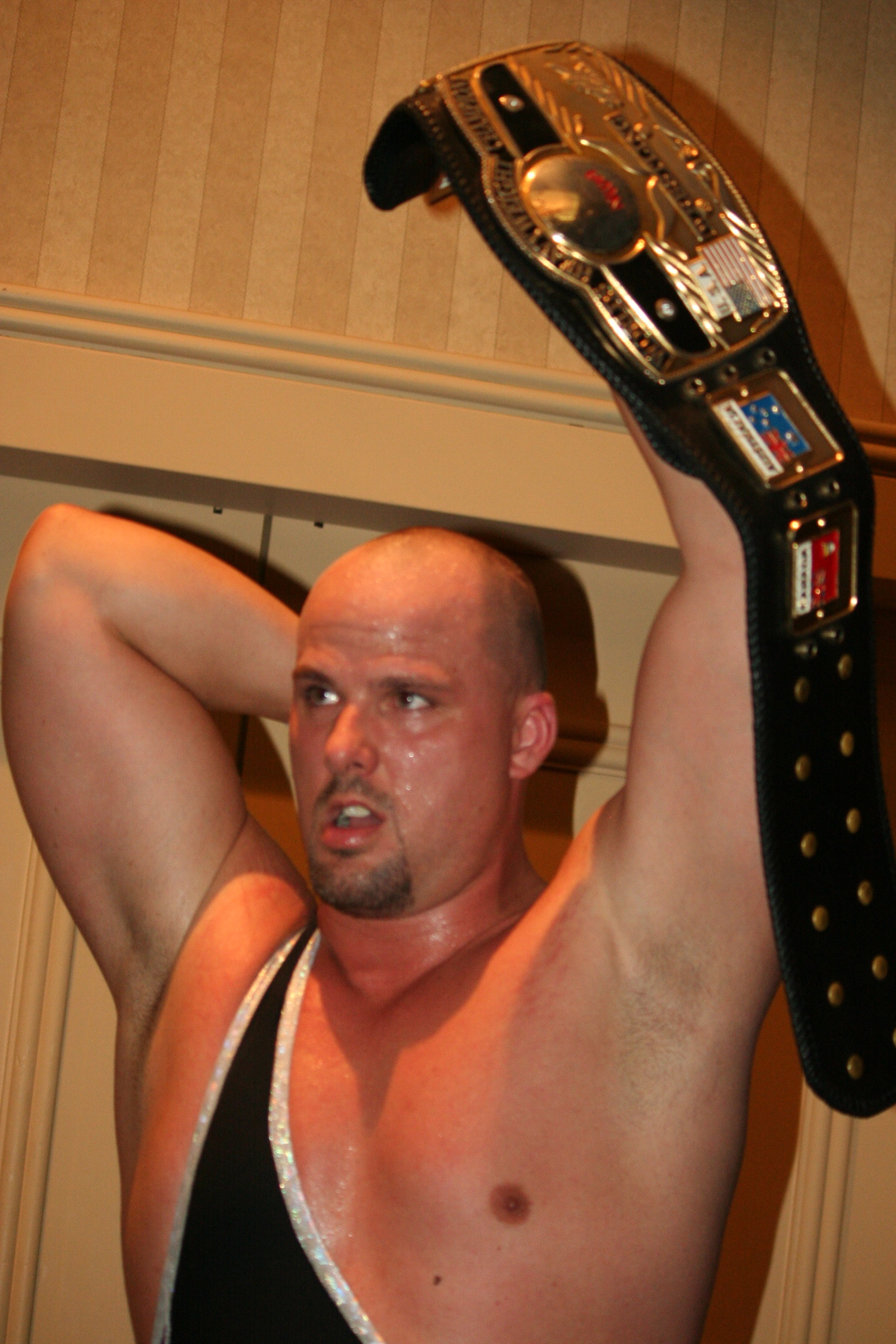
El cinco veces campeón Adam Pearce con el diseño actual del campeonato.

El 11 de julio de 2011, la NWA anunció que estaba despojando a Sheik del campeonato mundial por negarse a defender su título contra Pearce. La defensa, de la que Sheik dijo que nunca le contaron, iba a tener lugar durante la Ohio State Fair el 31 de julio. En su lugar, se pactó un Four-Way match que puso a Pearce, el contendiente número 1, en contra del Campeón Nacional Peso Pesado de la NWA Chance Prophet, el campeón Norteamericano de la NWA Shaun Tempers y Jimmy Rave por el título vacante. Pearce ganó y se convirtió en campeón por cuarta vez. Una vez más, perdió el campeonato ante Cabana, quien lo derrotó en otra grabación de Championship Wrestling From Hollywood el 8 de abril de 2012.
Poco después, Cabana y Pearce comenzaron a enfrentarse en una serie de enfrentamientos que se denominó "Seven Levels of Hate" ("Siete niveles de odio", en español), una serie al mejor de siete combates. El cuarto combate de la serie fue una lucha a dos de tres caídas celebrado el 21 de julio de 2012 en Kansas City, Misuri. La NWA pactó el combate como una lucha por el campeonato mundial y Pearce salió victorioso para convertirse en campeón mundial por quinta vez.
Con ambos luchadores empatados con tres victorias, el combate final de la serie estaba programado para el 27 de octubre de 2012 en Melbourne, Australia, en un evento de NWA Warzone Wrestling. Pearce quería que la NWA pactara el combate como una lucha por el título mundial, como lo había hecho antes. La NWA, sin embargo, se negó a hacer esto y no quería que Pearce y Cabana siguieran adelante con el combate. Lo hicieron de todos modos, con Cabana ganando la lucha. Pearce y Cabana rompieron el kayfabe después del combate, con Pearce diciendo que Cabana era el campeón legítimo y Cabana diciendo que no quería el título, ya que este era sobre el pasado y él era sobre el futuro. Pearce declaró que tampoco quería el título y lo dejó en el ring cuando los dos salieron de la arena.

### Lightning One (2017-presente)
El 1 de mayo de 2017, se informó que Billy Corgan había comprado la National Wrestling Alliance (NWA), incluidos su nombre, derechos, marcas comerciales y cinturones de campeonato, a través de su compañía Lightning One, Inc. La compra fue confirmada por el presidente de la NWA Bruce Tharpe más tarde ese mismo día. La propiedad de Corgan entró en vigencia el 1 de octubre de 2017. En ese momento, todos los acuerdos de afiliación con la NWA existentes finalizaron y todos los campeonatos de la NWA, excepto el Campeonato Mundial Peso Pesado de la NWA y el Campeonato Mundial Femenil de la NWA, quedarían vacantes en los meses posteriores a la adquisición. 
El 20 de octubre de 2017, la NWA estrenó su primera serie de YouTube llamada "NWA Ten Pounds of Gold", centrada principalmente en el campeón Mundial Peso Pesado de la NWA en ese momento, Tim Storm, narrando sus viajes por los Estados Unidos y defendiendo el campeonato. Como la NWA no promocionó los shows individuales, trabajaron en colaboración con varias promociones y organizaron combates por el título. 
El 9 de diciembre de 2017, Nick Aldis ganó el campeonato en un evento de Combat Zone Wrestling (CZW). Tras el cambio de campeonato, la serie "Ten Pounds of Gold" se centró en "The Aldis Crusade" ("La cruzada de Aldis", en español), una serie de 20 defensas del título en el transcurso de 60 días durante la primavera de 2018, concluyendo con una defensa del título contra Colt Cabana en Wenzhou, China.
Después de "The Aldis Crusade", la serie "Ten Pounds of Gold", junto con la serie web "Being the Elite" producida por Cody y los Young Bucks, se centraron en la construcción de una lucha por el campeonato entre Aldis y Cody como parte del evento ALL IN del 1 de septiembre, donde Cody ganó el combate y el campeonato.
En julio de 2019, la NWA se convirtió en una promoción individual de lucha libre profesional con el anuncio de sus propias grabaciones en Atlanta para una nueva serie de televisión, más tarde anunciada como NWA Power, donde el Campeonato Mundial Peso Pesado de la NWA se defendería ocasionalmente.
Durante el episodio del 15 de octubre de 2019 de NWA Power, se anunció que se llevaría a cabo un evento pago por visión llamado Into the Fire el 14 de diciembre de 2019. Este fue el primer evento pago por visión producido exclusivamente por la NWA desde que se convirtió en una promoción individual, y presentó una lucha titular por el Campeonato Peso Pesado de la NWA sin la participación de otra promoción o compañía en su producción.

## Diseño del cinturón

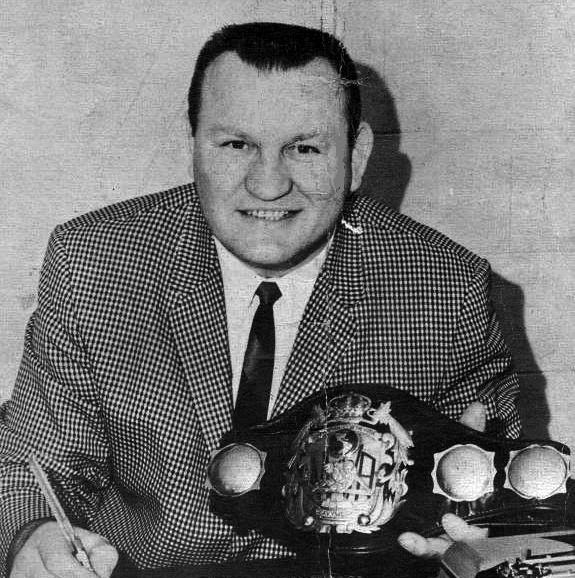
Gene Kiniski posando con un antiguo diseño del campeonato en 1966.

Ha habido cuatro diseños de cinturones para representar el Campeonato Mundial Peso Pesado de la NWA, junto con un cinturón diseñado a medida, utilizado por Dan Severn. El primer diseño a menudo se conoce como el "Cinturón de Lou Thesz" y fue usado entre los años 1948 a 1959. Consistía en más placas que una correa de cuero. La placa principal tenía una corona real, un ring de lucha libre y una estrella de cinco puntas en una alineación vertical, de arriba abajo en el centro. El segundo diseño, a veces denominado el "Cinturón de Corona", fue usado entre los años 1959 a 1973. Tenía una corona real prominente en su parte superior, un globo terráqueo debajo y las letras "NWA" horizontalmente en el centro detrás de dos figuras de lucha libre.
El cinturón actual que representa el campeonato utiliza el tercer diseño y fue usado por primera vez desde 1973 hasta 1986, siendo utilizado nuevamente desde 1994. Este cinturón se conoce comúnmente como "las 10 Libras de Oro" ("the 10 Pounds of Gold", en inglés) y fue hecho originalmente por un joyero no identificado en México en 1973. El cinturón fue introducido en un evento de la NWA el 20 de julio de 1973, habiendo sido presentado por primera vez a Harley Race por el entonces presidente de la NWA, Sam Muchnick. El cinturón originalmente tenía una correa de gamuza/terciopelo rojo junto con una placa de identificación (el primer cinturón de campeonato mundial en incorporar esto). La placa de identificación solo fue utilizada una vez por Jack Briscoe, antes de que se eliminara del diseño. La correa de cuero roja fue reemplazada por una correa de cuero con cordones negros durante el reinado de Briscoe debido a la falta de durabilidad del material. La segunda placa lateral en el lado izquierdo del cinturón presenta una versión modificada de la antigua bandera roja canadiense en lugar de la bandera oficial canadiense, la hoja de arce, que se había adoptado en 1965. Fue retirado en 1986. Ric Flair retuvo la posesión del cinturón original. Actualmente se encuentra en la sede central de WWE en Connecticut. Este diseño fue revivido en 1994 con un nuevo cinturón que continúa representando el Campeonato Mundial Peso Pesado de la NWA en la actualidad.
El cuarto diseño es conocido comúnmente como el "Big Gold Belt". En 1986, Jim Crockett Jr. de Jim Crockett Promotions le encargó a Charles Crumrine, un platero en Reno, Nevada especializado en hebillas de cinturón de estilo rodeo, que produjera el nuevo diseño que reemplazaría al de "las 10 Libras de Oro". Cuando WCW abandonó la NWA en 1993, el "Big Gold Belt" continuó sirviendo como el Campeonato Mundial Peso Pesado Internacional de la WCW, luego el Campeonato Mundial Peso Pesado de la WCW (que es el más conocido por ser representado por este diseño) y finalmente como el Campeonato Mundial Peso Pesado en la WWE. El "Big Gold Belt" finalmente se retiró en agosto de 2014.
Un quinto diseño corresponde a un cinturón personalizado encargado para Dan Severn durante su primer reinado como Campeón Mundial Peso Pesado de la NWA que usó durante el año 1998 por el 50 aniversario de la formación de la organización.

## Campeones

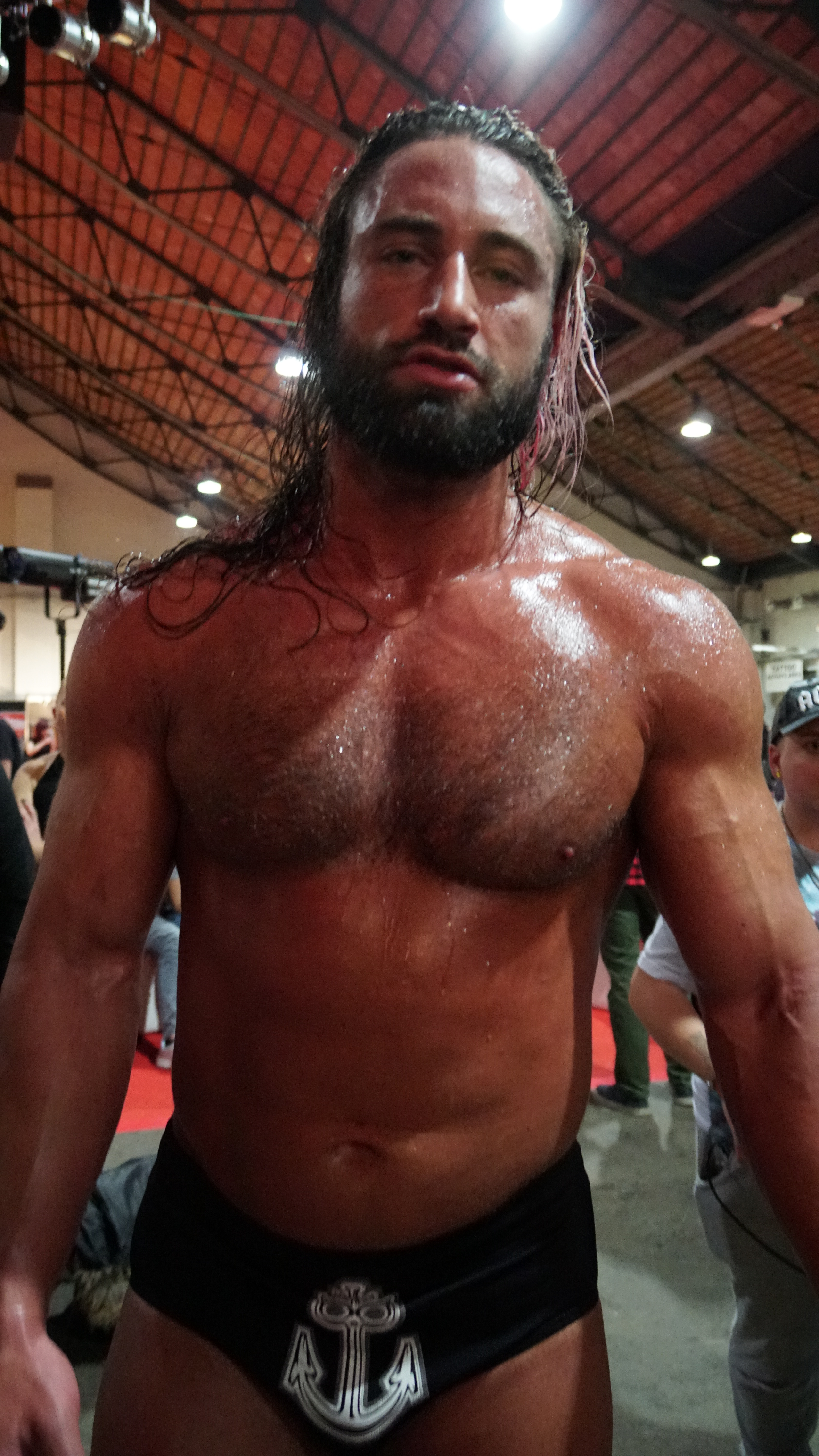
El campeón actual, Thom Latimer.

La NWA actualmente reconoce 103 reinados individuales del Campeonato Mundial Peso Pesado. Ric Flair tiene el récord con diez reinados.
Lou Thesz tiene el récord de la mayoría de días acumulados como campeón, con sus tres reinados sumando un total de 3,749 días. El primer reinado de Thesz de 2,300 días es el más largo en la historia del título. 
El reinado más corto les pertenece a Shane Douglas y Ray González con menos de un día de reinado, el primero ganó el título en un torneo el 27 de agosto de 1994, en un evento de la Eastern Championship Wrestling (ECW), pero rechazó el Campeonato Mundial Peso Pesado de la NWA tirando el cinturón al suelo, declarando que su título de ECW sería el campeonato mundial, en una acción que separó a Eastern Championship Wrestling de la NWA y provocó la existencia de lo que se convirtió en la original Extreme Championship Wrestling, y el segundo ganó el título el 3 de abril de 2005 en un evento en Puerto Rico.
Por último, el campeón más joven en la historia es Chris Candido, quien a los 22 años y 243 días derrotó a Tracy Smothers en la final de un torneo para ganar el título vacante. En contraparte, el campeón más viejo es Tim Storm, quien a los 51 años y 173 días derrotó a Jax Dane. En cuanto al peso de los campeones, Abyss es el más pesado con 160 kilogramos, mientras que Kahagas es el más liviano con 93 kilogramos. 

### Campeón actual
El actual campeón es Thom Latimer, quien se encuentra en su primer reinado como campeón. Latimer ganó el campeonato luego de derrotar al excampeón EC3 el 31 de agosto de 2024 en NWA 76th Anniversary Show.

### Lista de campeones
† indica cambios no reconocidos por la National Wrestling Alliance
| N.º                                                        | Campeón              | Lucha                    | Lucha                                      | Lucha                               | Estadísticas | Estadísticas | Notas y referencias |
| N.º                                                        | Campeón              | Fecha                    | Evento                                     | Ubicación                           | Reinado      | Días         | Notas y referencias |
| ---------------------------------------------------------- | -------------------- | ------------------------ | ------------------------------------------ | ----------------------------------- | ------------ | ------------ | --- |
| National Wrestling Alliance                                |                      |                          |                                            |                                     |              |              | |
| 1                                                          | Orville Brown        | 14 de julio de 1948      | House show                                 | Des Moines, Iowa                    | 1            | 501          | Orville Brown tenía 2 campeonatos en su poder el Campeonato Mundial Completo de NWA (Iowa) y el Campeonato Mundial Completo de Midwest Wrestling Association (Kansas). En julio de 1948, se fundó la National Wrestling Alliance (NWA) y Brown fue reconocido oficialmente como el primer Campeón Peso Pesado de la NWA unificando los 2 títulos para convertirse en una empresa a nivel nacional. Su reinado se calcula a partir de la fecha en que derrotó a Sonny Myers para reclamar por primera vez el campeonato mundial. |
| 2                                                          | Lou Thesz            | 27 de noviembre de 1949  | —                                          | —                                   | 1            | 2300         | Le fue entregado cuando Brown se retiró por un accidente automovilístico el 1 de noviembre de 1949. El título se unificó con el Campeonato Mundial Peso Pesado de la National Wrestling Association. Thesz se convirtió en el campeón Indiscutido de toda la lucha libre estadounidense al ganar el Campeonato Mundial Peso Pesado de Los Angeles Olympic Auditorium el 21 de mayo de 1952. |
| —                                                          | Leo Nomellini        | 22 de marzo de 1955      | House show                                 | San Francisco, California           | †            | 115          | Derrotó a Thesz en un 2-out-of-2 Falls match, por cuenta fuera en la segunda caída y descalificación en la tercera. La California Athletic Commission reconoció el resultado de la lucha como descalificación, por lo que ambos luchadores se autodeclararon campeones. |
| —                                                          | Lou Thesz            | 15 de julio de 1955      | House show                                 | San Luis, Misuri                    | †            | 244          | Derrotó a Nomellini en la revancha del controversial combate anterior. |
| 3                                                          | Whipper Billy Watson | 15 de marzo de 1956      | House show                                 | Toronto, Ontario                    | 1            | 239          | Ganó el combate y el campeonato por cuenta fuera. |
| 4                                                          | Lou Thesz            | 9 de noviembre de 1956   | House show                                 | San Luis, Misuri                    | 2            | 370          | [ 30 ] |
| —                                                          | Édouard Carpentier   | 14 de junio de 1957      | House show                                 | Chicago, Illinois                   | †            | 40           | Carpentier recibió el campeonato después de que Thesz no pudiera continuar debido a una lesión en la espalda. En algunos territorios, Thesz siguió siendo reconocido como campeón, mientras que en otros lo fue Carpentier. |
| —                                                          | Lou Thesz            | 24 de julio de 1957      | House show                                 | Montreal, Quebec                    | †            | 113          | Thesz ganó una revancha frente a Carpentier por descalificación. Inicialmente, la NWA siguió reconociendo a Carpentier como campeón, pero luego dejó de hacerlo cuando Eddie Quinn, promotor canadiense de Montreal, abandonó la NWA en agosto de 1958. Algunos territorios como Atlantic Athletic Commision (Boston), All Stars Wrestling (Omaha), North American Wrestling Alliance (Los Ángeles), siguieron reconociendo a Carpentier como campeón. La AAC reconoció a Killer Kowalski como campeón mundial después de que derrotó a Carpentier en Boston. ASW luego reconoció a Verne Gagne como campeón mundial tras vencer a Carpentier en Omaha. La NAWA reconoció a Freddie Blassie como campeón mundial cuando derrotó a Carpentier en 1961. Cada uno de estos 3 territorios continuaron un linaje separado del campeonato, reconociendo a Édouard Carpentier como el primer campeón, es desde este punto donde Lou Thesz deja der "Undisputed" Champion, y el primer campeonato nacido en 1905 como World Heavyweight Wrestling Championship, es disuelto y continua su legado con el NWA Worlds Heavyweight Championship. |
| 5                                                          | Dick Hutton          | 14 de noviembre de 1957  | House show                                 | Toronto, Ontario                    | 1            | 421          | [ 31 ] |
| 6                                                          | Pat O'Connor         | 9 de enero de 1959       | House show                                 | San Luis, Misuri                    | 1            | 903          | La American Wrestling Association (AWA), bajo el mando de Verne Gagne, se separó de la NWA y declaró a O'Connor su primer Campeón Mundial Peso Pesado de la AWA en mayo de 1960. Debido a que era el campeón, la AWA le dio 90 días para defender el título ante Gagne. Como no lo defendió, el título le fue otorgado a Gagne. |
| —                                                          | Gene LeBell          | 24 de marzo de 1960      | House show                                 | Amarillo, Texas                     | 1            | 0            | Luego de derrotar a Pat O'Connor, LeBell golpeó a un comisario de lucha libre de Texas con el título y la decisión del árbitro fue revertida. |
| —                                                          | Pat O'Connor         | 24 de marzo de 1960      | House show                                 | Amarillo, Texas                     | 2            | 463          | El título le fue devuelto a O'Connor debido al final del combate titular. |
| 7                                                          | Buddy Rogers         | 30 de junio de 1961      | House show                                 | Chicago, Illinois                   | 1            | 573          | [ 33 ] |
| —                                                          | Bruno Sammartino     | 2 de agosto de 1962      | House show                                 | Toronto, Ontario                    | †            | 0            | El 2 de agosto de 1962, Bruno Sammartino derrotó a Rogers en Toronto, Canadá, pero se negó a aceptar el título porque Rogers había luchado con una lesión. La NWA considera la continuación del reinado de Rogers hasta Thesz. |
| —                                                          | Buddy Rogers         | 2 de agosto de 1962      | House show                                 | Toronto, Ontario                    | †            | 16           | El título se le devolvió a Rogers luego de que Sammartino se reusara a ser el campeón al enterarse de la lesión de Rogers. |
| —                                                          | Bobo Brazil          | 18 de agosto de 1962     | House show                                 | Newark, Nueva Jersey                | †            | 73           | Brazil rechazó el título debido a una lesión en la ingle que Rogers afirmó haber tenido. Sin embargo, el 6 de septiembre de 1962, Brazil fue declarado campeón porque un médico había determinado que Rogers no había sufrido una lesión. Este cambio de título no fue reconocido por la NWA. |
| —                                                          | Buddy Rogers         | 30 de octubre de 1962    | House show                                 | Toledo, Ohio                        | †            | 86           | Rogers fue ampliamente considerado, aunque no universalmente, campeón después de sus victorias sobre Brazil y Kowalski. Kowalski disputó el hecho de que Rogers había ganado el campeonato, argumentando que el combate no había sido por el título. Como la NWA no había reconocido ninguna de las derrotas de Rogers, ningún segundo reinado del título se contó para Rogers. |
| —                                                          | Killer Kowalski      | 21 de noviembre de 1962  | House show                                 | Montreal, Quebec                    | †            | 61           | Kowalski derrotó a Rogers el 21 de noviembre después de que Rogers se rompiera el tobillo en la primera caída de la lucha. Solo fue reconocido como campeón en algunos estados como Texas hasta el 21 de enero de 1963 cuando perdió una revancha contra Rogers en la ciudad de Nueva York. |
| —                                                          | Buddy Rogers         | 21 de enero de 1963      | House show                                 | Nueva York, Nueva York              | †            | 3            | Derrotó a Kowalski. |
| 8                                                          | Lou Thesz            | 24 de enero de 1963      | House show                                 | Toronto, Ontario                    | 3            | 1079         | Los promotores en el noreste de los Estados Unidos se negaron a reconocer la derrota en una sola caída de Rogers ante Thesz, por lo que se separaron formando la World Wide Wrestling Federation (WWWF). Rogers fue declarado el primer Campeón Mundial Peso Pesado de la WWWF tres meses después, el 25 de abril. |
| 9                                                          | Gene Kiniski         | 7 de enero de 1966       | House show                                 | San Luis, Misuri                    | 1            | 1131         | [ 36 ] |
| 10                                                         | Dory Funk            | 11 de febrero de 1969    | House show                                 | Tampa, Florida                      | 1            | 1563         | [ 37 ] |
| 11                                                         | Harley Race          | 24 de mayo de 1973       | House show                                 | Kansas City, Misuri                 | 1            | 57           | [ 38 ] |
| 12                                                         | Jack Brisco          | 20 de julio de 1973      | House show                                 | Houston, Texas                      | 1            | 500          | [ 39 ] |
| 13                                                         | Giant Baba           | 2 de diciembre de 1974   | House show                                 | Kagoshima, Japón                    | 1            | 7            | [ 40 ] |
| 14                                                         | Jack Brisco          | 9 de diciembre de 1974   | House show                                 | Toyohashi, Japón                    | 2            | 366          | [ 41 ] |
| 15                                                         | Terry Funk           | 10 de diciembre de 1975  | House show                                 | Miami Beach, Florida                | 1            | 424          | [ 42 ] |
| 16                                                         | Harley Race          | 6 de julio de 1977       | House show                                 | Toronto, Ontario                    | 2            | 926          | [ 43 ] |
| 17                                                         | Dusty Rhodes         | 21 de agosto de 1979     | House show                                 | Tampa, Florida                      | 1            | 5            | [ 44 ] |
| 18                                                         | Harley Race          | 26 de agosto de 1979     | House show                                 | Orlando, Florida                    | 3            | 66           | [ 45 ] |
| 19                                                         | Giant Baba           | 31 de octubre de 1979    | House show                                 | Nagoya, Japón                       | 2            | 7            | [ 46 ] |
| 20                                                         | Harley Race          | 7 de noviembre de 1979   | House show                                 | Amagasaki, Japón                    | 4            | 302          | [ 47 ] |
| 21                                                         | Giant Baba           | 4 de septiembre de 1980  | House show                                 | Saga, Japón                         | 3            | 5            | [ 48 ] |
| 22                                                         | Harley Race          | 9 de septiembre de 1980  | House show                                 | Ōtsu, Japón                         | 5            | 230          | [ 49 ] |
| 23                                                         | Tommy Rich           | 27 de abril de 1981      | House show                                 | Augusta, Georgia                    | 1            | 4            | [ 50 ] |
| 24                                                         | Harley Race          | 1 de mayo de 1981        | House show                                 | Gainesville, Georgia                | 6            | 51           | [ 51 ] |
| 25                                                         | Dusty Rhodes         | 21 de junio de 1981      | House show                                 | Atlanta, Georgia                    | 2            | 88           | [ 52 ] |
| 26                                                         | Ric Flair            | 17 de septiembre de 1981 | House show                                 | Kansas City, Kansas                 | 1            | 631          | [ 53 ] |
| —                                                          | The Midnight Rider   | 9 de febrero de 1982     | House show                                 | Miami, Florida                      | †            | <1           | El 9 de febrero de 1982 en Miami, The Midnight Rider (Dusty Rhodes bajo una máscara por estar suspendido en Florida) derrotó a Flair por el título, pero le fue devuelto cuando el presidente de la NWA Bob Geigel le pidió a Rider desenmascararse o devolver el campeonato, ya que las reglas de la NWA no permitían campeones enmascarados. |
| —                                                          | Ric Flair            | 9 de febrero de 1982     | House show                                 | Miami, Florida                      | †            | 150          | El campeonato fue devuelto a Flair. Se considera una continuación de su reinado anterior. |
| —                                                          | Jack Veneno          | 7 de septiembre de 1982  | House show                                 | Santo Domingo, República Dominicana | †            | <1           | Jack Veneno derrotó a Flair en Santo Domingo en la República Dominicana, pero como se negó a defender el título fuera de su país natal. El título fue devuelto a Flair el mismo día. |
| —                                                          | Ric Flair            | 7 de septiembre de 1982  | House show                                 | Santo Domingo, República Dominicana | †            | 121          | El título regresó a Flair después de que Veneno se negó a defender el título fuera de su país natal. Esto se considera una continuación del reinado inicial de Flair. |
| —                                                          | Carlos Colón         | 6 de enero de 1983       | House show                                 | San Juan, Puerto Rico               | †            | 4            | Este cambio de título no es reconocido por la NWA. El Campeonato Universal Peso Pesado de la WWC de Colón también estaba en juego. |
| —                                                          | Ric Flair            | 10 de enero de 1983      | House show                                 | Miami, Florida                      | †            | 29           | Este cambio de título no es reconocido por la NWA. |
| —                                                          | Victor Jovica        | 8 de febrero de 1983     | House show                                 | Couva, Trinidad y Tobago            | †            | 3            | Este cambio de título no es reconocido por la NWA. Victor Jovica derrotó a Flair el 8 de febrero de 1983 en Couva, Trinidad y Tobago, pero la decisión se revirtió tres días después porque los pies de Jovica estaban en la cuerda durante el pin. |
| —                                                          | Ric Flair            | 11 de febrero de 1983    | House show                                 | Couva, Trinidad y Tobago            | †            | 119          | El título volvió a Flair tres días después. Esto se considera una continuación del reinado anterior de Flair. |
| 27                                                         | Harley Race          | 10 de junio de 1983      | House show                                 | San Luis, Misuri                    | 7            | 167          | [ 56 ] |
| 28                                                         | Ric Flair            | 24 de noviembre de 1983  | Starrcade '83: Flare for the Gold          | Greensboro, Carolina del Norte      | 2            | 117          | Este fue un Steel Cage Match. El excampeón Gene Kiniski fue el árbitro especial. |
| 29                                                         | Harley Race          | 20 de marzo de 1984      | House show                                 | Wellington, Nueva Zelanda           | 8            | 3            | Este cambio de título fue reconocido por la World Championship Wrestling (WCW) y también por la NWA hasta al menos el año 2011. |
| 30                                                         | Ric Flair            | 23 de marzo de 1984      | House show                                 | Kallang, Singapur                   | 3            | 44           | Este cambio de título fue reconocido por la World Championship Wrestling (WCW) y también por la NWA hasta al menos el año 2011. |
| 31                                                         | Kerry Von Erich      | 6 de mayo de 1984        | 1st Von Erich Memorial Parade of Champions | Irving, Texas                       | 1            | 18           | [ 65 ] |
| NWA Jim Crockett Promotions                                |                      |                          |                                            |                                     |              |              | |
| 32                                                         | Ric Flair            | 24 de mayo de 1984       | House show                                 | Yokosuka, Japón                     | 4            | 793          | A principios de 1985, Jim Crockett Promotions (JCP), territorio conocido como Mid-Atlantic Championship Wrestling controlaba muchos territorios de la NWA e intentaba expandirse nacionalmente, limitando así los combates por campeonatos a los luchadores bajo contrato con JCP. La versión "Big Gold Belt" del cinturón de campeonato debutó el 14 de febrero de 1986. |
| 33                                                         | Dusty Rhodes         | 26 de julio de 1986      | The Great American Bash                    | Greensboro, Carolina del Norte      | 3            | 14           | [ 68 ] |
| 34                                                         | Ric Flair            | 9 de agosto de 1986      | House show                                 | San Luis, Misuri                    | 5            | 412          | [ 69 ] |
| 35                                                         | Ron Garvin           | 25 de septiembre de 1987 | NWA World Wide Wrestling                   | Detroit, Míchigan                   | 1            | 62           | [ 70 ] |
| NWA World Championship Wrestling                           |                      |                          |                                            |                                     |              |              | |
| 36                                                         | Ric Flair            | 26 de noviembre de 1987  | Starrcade '87: Chi-Town Heat               | Chicago, Illinois                   | 6            | 452          | El 21 de noviembre de 1988, el territorio insignia de la NWA Jim Crockett Promotions (JCP) fue comprada por Ted Turner y fue renombrada como World Championship Wrestling (WCW), usando el mismo nombre de su show principal el cual fue renombrado como WCW Saturday Night. |
| 37                                                         | Ricky Steamboat      | 20 de febrero de 1989    | Chi-Town Rumble                            | Chicago, Illinois                   | 1            | 76           | [ 72 ] |
| 38                                                         | Ric Flair            | 7 de mayo de 1989        | WrestleWar '89: Music City Showdown        | Nashville, Tennessee                | 7            | 426          | [ 73 ] |
| 39                                                         | Sting                | 7 de julio de 1990       | The Great American Bash                    | Baltimore, Maryland                 | 1            | 188          | [ 74 ] |
| National Wrestling Alliance / World Championship Wrestling |                      |                          |                                            |                                     |              |              | |
| 40                                                         | Ric Flair            | 11 de enero de 1991      | House show                                 | East Rutherford, Nueva Jersey       | 8            | 69           | Después de esta victoria titular, Flair también fue reconocido como el primer Campeón Mundial Peso Pesado de la WCW. De los dieciséis campeonatos mundiales reconocidos de Flair, WWE reconoce este reinado como uno de la NWA, y no uno de WCW. Desde este punto WCW se independiza de NWA, y empezó a producir eventos únicamente bajo el nombre de WCW, además todos los títulos de NWA fueron renombrados como WCW, excepto el NWA World Heavyweight Championship y el NWA World Tag Team Championship. |
| 41                                                         | Tatsumi Fujinami     | 21 de marzo de 1991      | WCW/New Japan Supershow I                  | Tokio, Japón                        | 1            | 59           | Brevemente defendido junto con el Campeonato Peso Pesado de la IWGP. Este cambio de título fue ignorado originalmente en los Estados Unidos, pero es reconocido retroactivamente por WWE. |
| 42                                                         | Ric Flair            | 19 de mayo de 1991       | SuperBrawl I                               | San Petersburgo, Florida            | 9            | 112          | Este cambio de título fue ignorado originalmente en los Estados Unidos, presentando el reinado de Flair como un reinado continuo. Este cambio de título fue brevemente reconocido por WCW. |
| —                                                          | Vacante              | 8 de septiembre de 1991  | —                                          | —                                   | —            | —            | Flair fue despojado del título de la NWA al firmar con la World Wrestling Federation (WWF). |
| 43                                                         | Masahiro Chono       | 12 de agosto de 1992     | G1 Climax 1992 Día 5                       | Tokio, Japón                        | 1            | 145          | Derrotó a Rick Rude en la final del torneo G1 Climax. |
| 44                                                         | The Great Muta       | 4 de enero de 1993       | WCW/New Japan Supershow III                | Tokio, Japón                        | 1            | 48           | El Campeonato Peso Pesado de la IWGP de Muta también estaba en juego. |
| 45                                                         | Barry Windham        | 21 de febrero de 1993    | SuperBrawl III                             | Asheville, Carolina del Norte       | 1            | 147          | [ 81 ] |
| 46                                                         | Ric Flair            | 18 de julio de 1993      | Beach Blast                                | Biloxi, Misisipi                    | 10           | 57           | [ 82 ] [ 83 ] |
| —                                                          | Vacante              | 13 de septiembre de 1993 | —                                          | —                                   | —            | —            | Se dejó vacante cuando la WCW se retiró de la NWA. La WCW siguió reconociendo a Flair como su Campeón Mundial Peso Pesado Internacional de la WCW. El título de NWA se defendió en WCW hasta 1993 donde se separa definitivamente, en el fin de la primera época de los territorios de NWA. Desde entonces la NWA registró un nuevo sistema de membresías para empresas independientes y control de campeonatos hasta 2012. WCW y WWE reconocen los reinados de este título hasta 1993. |
| NWA Eastern Championship Wrestling                         |                      |                          |                                            |                                     |              |              | |
| 47                                                         | Shane Douglas        | 27 de agosto de 1994     | NWA/ECW World Title Tournament             | Filadelfia, Pensilvania             | 1            | 0            | Derrotó a 2 Cold Scorpio en la final de un torneo. |
| —                                                          | Vacante              | 27 de agosto de 1994     | NWA/ECW World Title Tournament             | Filadelfia, Pensilvania             | —            | —            | Douglas tiró el cinturón del Campeonato Mundial Peso Pesado de la NWA al suelo inmediatamente después de ganarlo y declaró que no quería ser el campeón de la organización; entonces, declaró que el campeonato que el poseía el Campeonato Peso Pesado de Eastern Championship Wrestling se convertirá en Campeonato "Mundial" renombrando el territorio como Extreme Championship Wrestling y separándose de NWA. |
| National Wrestling Alliance                                |                      |                          |                                            |                                     |              |              | |
| 48                                                         | Chris Candido        | 19 de noviembre de 1994  | NWA/SMW World Title Tournament             | Cherry Hill, Nueva Jersey           | 1            | 96           | Derrotó a Tracy Smothers en la final de un torneo. |
| 49                                                         | Dan Severn           | 24 de febrero de 1995    | House show                                 | Erlanger, Kentucky                  | 1            | 1539         | En 1998, NWA fue transferida a Pro Wrestling Organization, LLC. como sus nuevos dueños. |
| NWA Pro Wrestling Organization                             |                      |                          |                                            |                                     |              |              | |
| 50                                                         | Naoya Ogawa          | 14 de mayo de 1999       | House show                                 | Yokohama, Japón                     | 1            | 195          | [ 88 ] |
| 51                                                         | Gary Steele          | 25 de septiembre de 1999 | NWA 51st Anniversary Show                  | Charlotte, Carolina del Norte       | 1            | 7            | Fue un three-way match con Brian Anthony. |
| 52                                                         | Naoya Ogawa          | 1 de octubre de 1999     | House show                                 | Thomaston, Connecticut              | 2            | 274          | [ 90 ] |
| —                                                          | Vacante              | 2 de julio de 2000       | —                                          | —                                   | —            | —            | Ogawa dejó el título vacante. |
| 53                                                         | Mike Rapada          | 19 de septiembre de 2000 | House show                                 | Tampa, Florida                      | 1            | 56           | Derrotó a Jerry Flynn en la final de un torneo. |
| 54                                                         | Sabu                 | 14 de noviembre de 2000  | House show                                 | Tampa, Florida                      | 1            | 38           | [ 92 ] |
| 55                                                         | Mike Rapada          | 22 de diciembre de 2000  | House show                                 | Nashville, Tennessee                | 2            | 123          | [ 93 ] |
| 56                                                         | Steve Corino         | 24 de abril de 2001      | House show                                 | Tampa, Florida                      | 1            | 172          | [ 94 ] |
| —                                                          | Vacante              | 13 de octubre de 2001    | —                                          | —                                   | —            | —            | El campeonato fue dejado vacante cuando Corino perdió un combate por el título contra Shinya Hashimoto cuando se volvió incapaz de competir debido a una lesión en la cabeza sufrida durante la lucha. |
| 57                                                         | Shinya Hashimoto     | 15 de diciembre de 2001  | Clash of the Champions                     | McKeesport, Pensilvania             | 1            | 84           | Fueron tres luchas seguidas en un sistema de todos contra todos; Gary Steele vs. Steve Corino. Gary Steele vs. Shinya Hashimoto. Steve Corino vs. Shinya Hashimoto, las cuales ganó Hashimoto. |
| 58                                                         | Dan Severn           | 9 de marzo de 2002       | ZERO-ONE Vast Energy                       | Tokio, Japón                        | 2            | 80           | La lucha acabó con controversia, pues el árbitro hizo una cuenta rápida. |
| —                                                          | Vacante              | 28 de mayo de 2002       | —                                          | —                                   | —            | —            | Severn fue despojado del título después de no poder defenderlo en NWA: Total Nonstop Action Wrestling (NWA: TNA) en su PPV inaugural. Desde este punto el título fue controlado por TNA. |
| NWA: Total Nonstop Action Wrestling                        |                      |                          |                                            |                                     |              |              | |
| 59                                                         | Ken Shamrock         | 19 de junio de 2002      | NWA-TNA PPV #1                             | Huntsville, Alabama                 | 1            | 49           | Derrotó a Malice en la final de un torneo. |
| 60                                                         | Ron Killings         | 7 de agosto de 2002      | NWA-TNA PPV #8                             | Nashville, Tennessee                | 1            | 105          | [ 98 ] |
| 61                                                         | Jeff Jarrett         | 20 de noviembre de 2002  | NWA-TNA PPV #22                            | Nashville, Tennessee                | 1            | 203          | Lo unificó con el World Heavyweight Championship de World Wrestling All-Stars (Australia) que lo poseía Sting el 25 de mayo de 2003 en Auckland, New Zealand. |
| 62                                                         | A.J. Styles          | 11 de junio de 2003      | NWA-TNA PPV #49                            | Nashville, Tennessee                | 1            | 133          | Derrotó a Jeff Jarrett y Raven. |
| 63                                                         | Jeff Jarrett         | 22 de octubre de 2003    | NWA-TNA PPV #67                            | Nashville, Tennessee                | 2            | 182          | [ 101 ] |
| 64                                                         | A.J. Styles          | 21 de abril de 2004      | NWA-TNA PPV #91                            | Nashville, Tennessee                | 2            | 28           | Fue un Steel Cage match. |
| 65                                                         | Ron Killings         | 19 de mayo de 2004       | NWA-TNA PPV #95                            | Nashville, Tennessee                | 2            | 14           | Derrotó a A.J. Styles, Raven y Chris Harris. |
| 66                                                         | Jeff Jarrett         | 2 de junio de 2004       | NWA-TNA PPV #97                            | Nashville, Tennessee                | 3            | 347          | Derrotó a Ron Killings, A.J. Styles, Raven y Chris Harris en un King of the Mountain match. |
| 67                                                         | Ray González         | 3 de abril de 2005       | IWA Juicio final                           | San Juan, Puerto Rico               | 1            | <1           | Gonzales fue despojado del título esa misma noche después de que se supiera que la cuenta fue hecha por el árbitro equivocado. Este reinado fue ignorado por la NWA y TNA, y Jarrett continuó siendo reconocido como campeón. Sin embargo, el 16 de febrero de 2015, fue reconocido retroactivamente por la NWA. |
| —                                                          | Jeff Jarrett         | 3 de abril de 2005       | IWA Juicio final                           | San Juan, Puerto Rico               | †            | 42           | A Jarrett se le fue devuelto el campeonato después de que Gonzalez fuese inhabilitado como campeón. Tanto NWA como TNA reconocen a este reinado como una continuación directa del anterior y no como un reinado separado, por lo que Jarrett solo es reconocido como 6 veces campeón de NWA. |
| 68                                                         | A.J. Styles          | 15 de mayo de 2005       | TNA Hard Justice                           | Orlando, Florida                    | 3            | 35           | Derrotó a Jeff Jarrett por el título. Tito Ortiz fue el árbitro especial. |
| 69                                                         | Raven                | 19 de junio de 2005      | Slammiversary                              | Orlando, Florida                    | 1            | 88           | Derrotó a A.J. Styles, Abyss, Monty Brown y Sean Waltman en un King of the Mountain. |
| 70                                                         | Jeff Jarrett         | 15 de septiembre de 2005 | BCW International Incident                 | Windsor, Ontario                    | 4            | 38           | [ 108 ] |
| 71                                                         | Rhino                | 23 de octubre de 2005    | Bound for Glory                            | Orlando, Florida                    | 1            | 2            | [ 109 ] |
| 72                                                         | Jeff Jarrett         | 25 de octubre de 2005    | TNA iMPACT! Wrestling                      | Orlando, Florida                    | 5            | 110          | Emitido el 3 de noviembre de 2005. |
| 73                                                         | Christian Cage       | 12 de febrero de 2006    | TNA Against All Odds                       | Orlando, Florida                    | 1            | 126          | [ 111 ] |
| 74                                                         | Jeff Jarrett         | 18 de junio de 2006      | Slammyversary                              | Orlando, Florida                    | 6            | 126          | Derrotó a Christian Cage, Sting, Abyss y Ron Killings en un King of the Mountain match. Debido a que ganó por interferencia del árbitro Earl Hebner, Jim Cornette le quitó el título una semana después, pero se lo devolvió a condición de que lo defendiera. |
| 75                                                         | Sting                | 22 de octubre de 2006    | Bound for Glory                            | Plymouth, Míchigan                  | 2            | 28           | [ 113 ] |
| 76                                                         | Abyss                | 19 de noviembre de 2006  | TNA Genesis                                | Orlando, Florida                    | 1            | 56           | [ 114 ] |
| 77                                                         | Christian Cage       | 14 de enero de 2007      | TNA Final Resolution                       | Orlando, Florida                    | 2            | 119          | Derrotó a Abyss y Sting. |
| —                                                          | Vacante              | 13 de mayo de 2007       | —                                          | —                                   | —            | —            | Cage fue despojado del título cuando NWA y TNA pusieron fin a sus relaciones de negocios y acuerdos de campeonatos. |
| —                                                          | Kurt Angle           | 13 de mayo de 2007       | Sacrifice                                  | Orlando, Florida                    | †            | 1            | En un principio TNA no reconoció la vacancia de NWA, por lo que programaron un combate titular entre el campeón Christian Cage, Sting y Kurt Angle, que terminó ganando este último, siendo presentado como el nuevo campeón de NWA. Al día siguiente, Angle presentó el TNA World Championship, renunciando al título de NWA. |
| NWA Pro Wrestling Organization                             |                      |                          |                                            |                                     |              |              | |
| 78                                                         | Adam Pearce          | 1 de septiembre de 2007  | House show                                 | Bayamón, Puerto Rico                | 1            | 336          | Derrotó a Brent Albright en las finales de un torneo. Pearce fue el sustituto de Bryan Danielson. |
| 79                                                         | Brent Albright       | 2 de agosto de 2008      | ROH Death Before Dishonor VI               | Nueva York, Nueva York              | 1            | 49           | [ 119 ] [ 120 ] |
| 80                                                         | Adam Pearce          | 20 de septiembre de 2008 | ROH Glory By Honor VII                     | Filadelfia, Pensilvania             | 2            | 35           | [ 121 ] [ 122 ] |
| 81                                                         | Blue Demon Jr.       | 25 de octubre de 2008    | House show                                 | Ciudad de México, México            | 1            | 505          | [ 123 ] [ 124 ] |
| 82                                                         | Adam Pearce          | 14 de marzo de 2010      | House show                                 | Charlotte, Carolina del Norte       | 3            | 357          | Fue un Three-Way Elimination match incluyendo a Phill Shatter. |
| 83                                                         | Colt Cabana          | 6 de marzo de 2011       | NWA Championship Wrestling from Hollywood  | West Hollywood, California          | 1            | 48           | [ 127 ] [ 128 ] |
| 84                                                         | The Sheik            | 23 de abril de 2011      | NWA Florida Subtle Hustle                  | Jacksonville, Florida               | 1            | 79           | [ 129 ] [ 130 ] |
| —                                                          | Vacante              | 11 de julio de 2011      | —                                          | —                                   | —            | —            | Sheik fue despojado del título por negarse a defenderlo contra Adam Pearce el 31 de julio de 2011. |
| 85                                                         | Adam Pearce          | 31 de julio de 2011      | NWA at the Ohio State Fair                 | Columbus, Ohio                      | 4            | 252          | Derrotó a Chance Prophet, Jimmy Rave y Shaun Tempers por el título vacante. |
| 86                                                         | Colt Cabana          | 8 de abril de 2012       | NWA Championship Wrestling from Hollywood  | Glendale, California                | 2            | 104          | [ 134 ] [ 135 ] |
| 87                                                         | Adam Pearce          | 21 de julio de 2012      | NWA Metro Pro Wrestling TV                 | Kansas City, Kansas                 | 5            | 98           | Fue un Two Out of Three Falls match. El 30 de agosto del 2012, un acuerdo judicial transfirió la propiedad de NWA a International Wrestling Corp. NWA finalizó sus membresías iniciadas en 1993, y comenzó a otorgar licencias de la marca NWA para nuevas promociones independientes que empezaron a incorporarse a NWA desde este año. |
| NWA International Wrestling Corporation                    |                      |                          |                                            |                                     |              |              | |
| —                                                          | Vacante              | 22 de octubre de 2012    | NWA Warzone Wrestling 14                   | Melbourne, Australia                | —            | —            | Pearce dejó la NWA y renunció como campeón después de que la organización se negara a permitirle defender el título en el combate final de la serie al mejor de siete contra Cabana. Finalmente, la lucha se llevó a cabo con Cabana ganando, pero ambos luchadores rechazaron el título. |
| 88                                                         | Kahagas              | 2 de noviembre de 2012   | NWA DAWG Wrath of Champions                | Clayton, Nueva Jersey               | 1            | 134          | Derrotó a Damien Wayne, Chance Prophet, Jason Kincaid, Lance Erikson, Anthony Nese, Papadon, Biggie Biggs, y Lance Anoa'i por el título vacante. |
| 89                                                         | Rob Conway           | 16 de marzo de 2013      | NWA BOW A Monster's Ball                   | San Antonio, Texas                  | 1            | 294          | Rob Conway reemplazó a Jax Dane, quien se encontraba lesionado, y derrotó a Kahagas por el título. |
| 90                                                         | Satoshi Kojima       | 4 de enero de 2014       | Wrestle Kingdom 8                          | Tokio, Japón                        | 1            | 149          | [ 143 ] [ 144 ] |
| 91                                                         | Rob Conway           | 2 de junio de 2014       | Cauliflower Alley Club Reunion Show        | Las Vegas, Nevada                   | 2            | 257          | [ 145 ] [ 146 ] |
| 92                                                         | Hiroyoshi Tenzan     | 14 de febrero de 2015    | The New Beginning in Sendai                | Sendai, Japón                       | 1            | 196          | [ 147 ] [ 148 ] |
| 93                                                         | Jax Dane             | 29 de agosto de 2015     | NWA BOW World War Gold                     | San Antonio, Texas                  | 1            | 419          | [ 149 ] [ 150 ] |
| 94                                                         | Tim Storm            | 21 de octubre de 2016    | House show                                 | Sherman, Texas                      | 1            | 414          | El 1 de octubre del 2017, Lightning One, Inc. la empresa de Billy Corgan adquirió National Wrestling Alliance, finalizando las membresías de empresas iniciadas en 2012 junto con sus campeonatos, transformando a NWA en una única empresa de lucha libre. |
| NWA Lightning One                                          |                      |                          |                                            |                                     |              |              | |
| 95                                                         | Nick Aldis           | 9 de diciembre de 2017   | CZW Cage of Death 19                       | Sewell, Nueva Jersey                | 1            | 266          | [ 153 ] [ 154 ] |
| 96                                                         | Cody                 | 1 de septiembre de 2018  | ALL IN                                     | Hoffman Estates, Illinois           | 1            | 50           | [ 155 ] [ 156 ] |
| 97                                                         | Nick Aldis           | 21 de octubre de 2018    | NWA 70th Anniversary Show                  | Nashville, Tennessee                | 2            | 1043         | Fue un 2-out-of-3 Falls Match. |
| 98                                                         | Trevor Murdoch       | 29 de agosto de 2021     | NWA 73th Anniversary Show                  | San Luis, Misuri                    | 1            | 167          | Fue un Title vs. Career Match. |
| 99                                                         | Matt Cardona         | 12 de febrero de 2022    | NWA PowerrrTrip                            | Oak Grove, Kentucky                 | 1            | 119          | [ 160 ] |
| —                                                          | Vacante              | 11 de junio de 2022      | NWA Alwayz Ready                           | Knoxville, Tennessee                | —            | —            | Debido a una lesión de Cardona. |
| 100                                                        | Trevor Murdoch       | 11 de junio de 2022      | NWA Alwayz Ready                           | Knoxville, Tennessee                | 2            | 154          | Derrotó a Nick Aldis, Sam Shaw y a Thom Latimer ganando el título vacante. |
| 101                                                        | Tyrus                | 12 de diciembre de 2022  | Hard Times III: In New Orleans             | Knoxville, Nueva Orleans            | 1            | 288          | Derrotó a Trevor Murdoch y a Matt Cardona. |
| 102                                                        | EC3                  | 27 de agosto de 2023     | NWA 75th Anniversary Show - Noche 2        | San Luis, Misuri                    | 1            | 370          | Fue un Bull Rope Match. |
| 103                                                        | Thom Latimer         | 31 de agosto de 2024     | NWA 76th Anniversary Show                  | Filadelfia, Pensilvania             | 1            | 331+         | Emitido en el episodio de NWA Power del 1 de octubre por X. |

### Total de días con el título
La siguiente lista muestra el total de días que un luchador ha poseído el campeonato si se suman todos los reinados que posee.
A la fecha del 28 de julio de 2025.
| + | Indica al campeón actual |

| N.º | Campeón              | Reinados | Total de días |
| --- | -------------------- | -------- | ------------- |
| 1   | Lou Thesz            | 3        | 3749          |
| 2   | Ric Flair            | 10       | 3116          |
| 3   | Harley Race          | 8        | 1801          |
| 4   | Dory Funk, Jr.       | 1        | 1563          |
| 5   | Dan Severn           | 2        | 1559          |
| 6   | Nick Aldis           | 2        | 1309          |
| 7   | Gene Kiniski         | 1        | 1131          |
| 8   | Adam Pearce          | 5        | 1078          |
| 9   | Jeff Jarrett         | 6        | 1006          |
| 10  | Pat O'Connor         | 1        | 903           |
| 11  | Jack Brisco          | 2        | 866           |
| 12  | Buddy Rogers         | 1        | 573           |
| 13  | Rob Conway           | 2        | 551           |
| 14  | Blue Demon Jr.       | 1        | 505           |
| 15  | Orville Brown        | 1        | 501           |
| 16  | Naoya Ogawa          | 2        | 469           |
| 17  | Terry Funk           | 1        | 424           |
| 18  | Dick Hutton          | 1        | 421           |
| 19  | Jax Dane             | 1        | 419           |
| 20  | Tim Storm            | 1        | 414           |
| 21  | EC3                  | 1        | 370           |
| 22  | Thom Latimer         | 1        | 331+          |
| 23  | Trevor Murdoch       | 2        | 321           |
| 24  | Tyrus                | 1        | 288           |
| 25  | Christian Cage       | 2        | 245           |
| 26  | Whipper Billy Watson | 1        | 239           |
| 27  | Sting                | 2        | 216           |
| 28  | A.J. Styles          | 3        | 196           |
| 28  | Hiroyoshi Tenzan     | 1        | 196           |
| 30  | Mike Rapada          | 2        | 179           |
| 31  | Steve Corino         | 1        | 172           |
| 32  | Colt Cabana          | 2        | 152           |
| 33  | Satoshi Kojima       | 1        | 149           |
| 34  | Barry Windham        | 1        | 147           |
| 35  | Masahiro Chono       | 1        | 145           |
| 36  | Kahagas              | 1        | 134           |
| 37  | Ron Killings         | 2        | 119           |
| 37  | Matt Cardona         | 1        | 119           |
| 39  | Dusty Rhodes         | 3        | 107           |
| 40  | Chris Candido        | 1        | 97            |
| 41  | Raven                | 1        | 88            |
| 42  | Shinya Hashimoto     | 1        | 84            |
| 43  | The Sheik            | 1        | 79            |
| 44  | Ricky Steamboat      | 1        | 76            |
| 45  | Ron Garvin           | 1        | 62            |
| 46  | Tatsumi Fujinami     | 1        | 59            |
| 47  | Abyss                | 1        | 56            |
| 48  | Cody                 | 1        | 50            |
| 49  | Brent Albright       | 1        | 49            |
| 49  | Ken Shamrock         | 1        | 49            |
| 51  | The Great Muta       | 1        | 48            |
| 52  | Sabu                 | 1        | 38            |
| 53  | Giant Baba           | 3        | 19            |
| 54  | Kerry Von Erich      | 1        | 18            |
| 55  | Gary Steele          | 1        | 7             |
| 56  | Tommy Rich           | 1        | 4             |
| 57  | Rhino                | 1        | 2             |
| 58  | Ray González         | 1        | 0             |
| 58  | Shane Douglas        | 1        | 0             |

### Mayor cantidad de reinados
| Reinados | Luchador (es) |
| -------- | --- |
| 10 veces | Ric Flair |
| 8 veces  | Harley Race |
| 6 veces  | Jeff Jarrett |
| 5 veces  | Adam Pearce |
| 3 veces  | A.J. Styles, Giant Baba, Lou Thesz, Dusty Rhodes                                                                                            |
| 2 veces  | Sting, Christian Cage, Ron Killings, Dan Severn, Colt Cabana, Mike Rapada, Jack Brisco, Naoya Ogawa, Rob Conway, Nick Aldis, Trevor Murdoch |